# Тифина
Тифина (Тихвинка) — река в Тверской области России, протекает по территории Бежецкого, Максатихинского, Лихославльского и Спировского районов. Правый приток Волчины (бассейн Волги).

## Описание

Бассейн Рыбинского водохранилища и Белого озера

Длина реки составляет 128 км, площадь бассейна — 1180 км². Исток в болоте недалеко от деревни Данилково, Максатихинский район. Устье реки находится на 14 км по правому берегу реки Волчина, севернее деревни Ново-Павловское (Максатихинский район). Берега реки сильно заболочены. Вскрывается в начале апреля, ледостав во второй половине ноября. Средний годовой расход воды 7,8 м³/с. В XIX веке весной использовалась для сплава леса.
Река имеет два варианта названия общего происхождения (промежуточный вариант — Тихвина). В верховье река традиционно называется Тихвинка, в низовье — Тифина, примерная граница смены названия (судя по топокартам) — устье реки Светча (60-й км от устья, 68-й от истока). Интересно, что река Тихвинка (приток Сяси) в Ленинградской области имеет древнее (финское) название Тифина, а по берегам тверской Тифины-Тихвинки живут в большинстве карелы.
Крупнейшие населённые пункты на реке: с. Трестна, д. Назарово, д. Лухново, д. Острые Луки, с. Кострецы, д. Ферезна.

## Данные водного реестра
В государственном водном реестре России относится к Верхневолжскому бассейновому округу, водохозяйственный участок реки — Молога от истока и до устья, речной подбассейн реки — Реки бассейна Рыбинского водохранилища. Речной бассейн реки — (Верхняя) Волга до Куйбышевского водохранилища (без бассейна Оки).

## Притоки (км от устья)
- 5 км: река Гнилуха (лв)
- 46 км: река Синька (лв)
- 52 км: река Судомля (лв)
- 60 км: река Светча (лв)